# Aspetta primavera, Bandini
Aspetta primavera, Bandini (titolo originale: Wait Until Spring, Bandini) è il romanzo d'esordio dello scrittore italo-americano John Fante, pubblicato nel 1938, ed è il primo romanzo della saga di Arturo Bandini (nonché il primo in ordine di pubblicazione, ma secondo per ordine di stesura, dopo La strada per Los Angeles).
Da questo romanzo, nel 1989 è stato tratto un film con lo stesso titolo, diretto da Dominique Deruddere e interpretato da Joe Mantegna (Svevo), Ornella Muti (Maria) e Michael Bacall (Arturo).

## Trama
Il romanzo narra la storia di una povera famiglia di immigrati italiani a Rocklin nel Colorado dell'inverno del 1928: Svevo Bandini, la moglie Maria e i tre figli Arturo, August e Federico. Svevo vive con forte disagio la sua situazione di muratore sommerso dai debiti e costretto all'inattività a causa del rigido clima invernale e si rifugia nell'alcol e nel gioco per dimenticare - anche solo per brevi istanti - la sua vita grama.
Il padre è, agli occhi del quattordicenne Arturo, al tempo stesso una figura da ammirare - per il fatto che non si vuole rassegnare alla condizione di "povero immigrato italiano" - e da temere e odiare, perché fa soffrire la madre, una donna estremamente devota che sopporta pazientemente i tradimenti e le continue assenze da casa del marito aggrappandosi tenacemente alla sua fede.
Arturo trova anch'egli un modo per evadere dalla realtà casalinga nel suo amore (non corrisposto) per la compagna di classe Rosa e nella passione per il baseball. La già fragile situazione familiare è aggravata dall'arrivo in casa Bandini della madre di Maria, Donna Toscana, che ha sempre giudicato Svevo un inetto e non perde occasione per rinfacciare alla figlia l'errore che ha commesso sposandolo...

## Edizioni
- Aspettiamo primavera, Bandini, traduzione di Giorgio Monicelli, Collana Medusa n.207, Milano, Arnoldo Mondadori Editore, marzo 1948,  p. 204.
- Aspetta primavera, Bandini, Milano, Leonardo, ottobre 1989.
- Aspetta primavera, Bandini, Collana Gli Alianti n.30, Roma, Marcos y Marcos, 1995.
- Aspetta primavera, Bandini, Introduzione di Niccolò Ammaniti, trad. Carlo Corsi, Collana Stile libero, Torino, Einaudi, 2005,  pp. 271, cap. 10, ISBN 88-06-17136-4.